# David Verdaguer
David Verdaguer i Ruiz (Malgrat de Mar, 28 settembre 1983) è un attore e comico spagnolo.

## Biografia
Nato e cresciuto in Catalogna, frequentò una scuola di recitazione privata dopo aver deciso da bambino che avrebbe svolto la professione di attore.
Debuttò non ancora ventenne con piccoli ruoli televisivi in produzioni quali Plats bruts e El cor de la ciutat. Nel 2006 entrò nel cast della trasmissione satirica Alguna pregunta més?, interpretando un reporter. Nel 2008 ottenne il suo primo ruolo principale, quello di Santi nella serie televisiva Zoo, che seguiva le vicende di immaginari lavoratori dello zoo di Barcellona. Lavorò per diversi anni come comico in alcune trasmissioni di satira politica e come attore di sitcom.
Nel 2014 recitò per la prima volta sul grande schermo, nel film 10.000 Km. L'interpretazione di Verdaguer, controparte maschile di Natalia Tena, gli valse l'approvazione della critica: per tale ruolo ottenne il Premio Gaudí come miglior attore protagonista e una candidatura al Premio Goya per il miglior attore rivelazione.
Nel 2016 fu tra i protagonisti delle fiction Nit i dia, in cui impersonava uno scienziato forense, e L'ambasciata, in cui rivestiva il ruolo di un giornalista scomodo.
Per il suo ruolo in Estate 1993, vinse il Premio Goya per il miglior attore non protagonista nell'edizione del 2018. Tre anni più tardi, grazie al film Uno para todos, ottenne il Premio CEC e la candidatura al Premio Goya per il miglior attore protagonista.
Nel 2024 riuscì a vincere il Goya al miglior attore protagonista per Saben aquell.
All'attività televisiva e cinematografica, affiancò una ricca carriera teatrale, recitando prevalentemente in lingua catalana.

## Filmografia

### Cinema
- 10.000 Km, regia di Carlos Marqués-Marcet (2014)
- Requisitos para ser una persona normal, regia di Leticia Dolera (2015)
- 100 metros, regia di Marcel Barrena (2016)
- No culpes al karma de lo que te pasa por gilipollas, regia di María Ripoll (2016)
- Estate 1993 (Verano 1993), regia di Carla Simón (2017)
- Anchor and Hope, regia di Carlos Marqués-Marcet (2017)
- Lo dejo cuando quiera, regia di Carlos Therón (2019)
- Els dies que vindran, regia di Carlos Marqués-Marcet (2019)
- La fidanzata di nonna (Salir del ropero), regia di Ángeles Reiné (2019)
- Uno para todos, regia di David Ilundain (2020)
- Dov'è la tua casa (Hogar), regia di Álex Pastor e David Pastor (2020)
- Reyes contra Santa, regia di Paco Caballero (2022)
- Saben aquell, regia di David Trueba (2023)
- El 47, regia di Marcel Barrena (2024)
- Molt lluny, regia di Gerard Oms (2024)

### Televisione

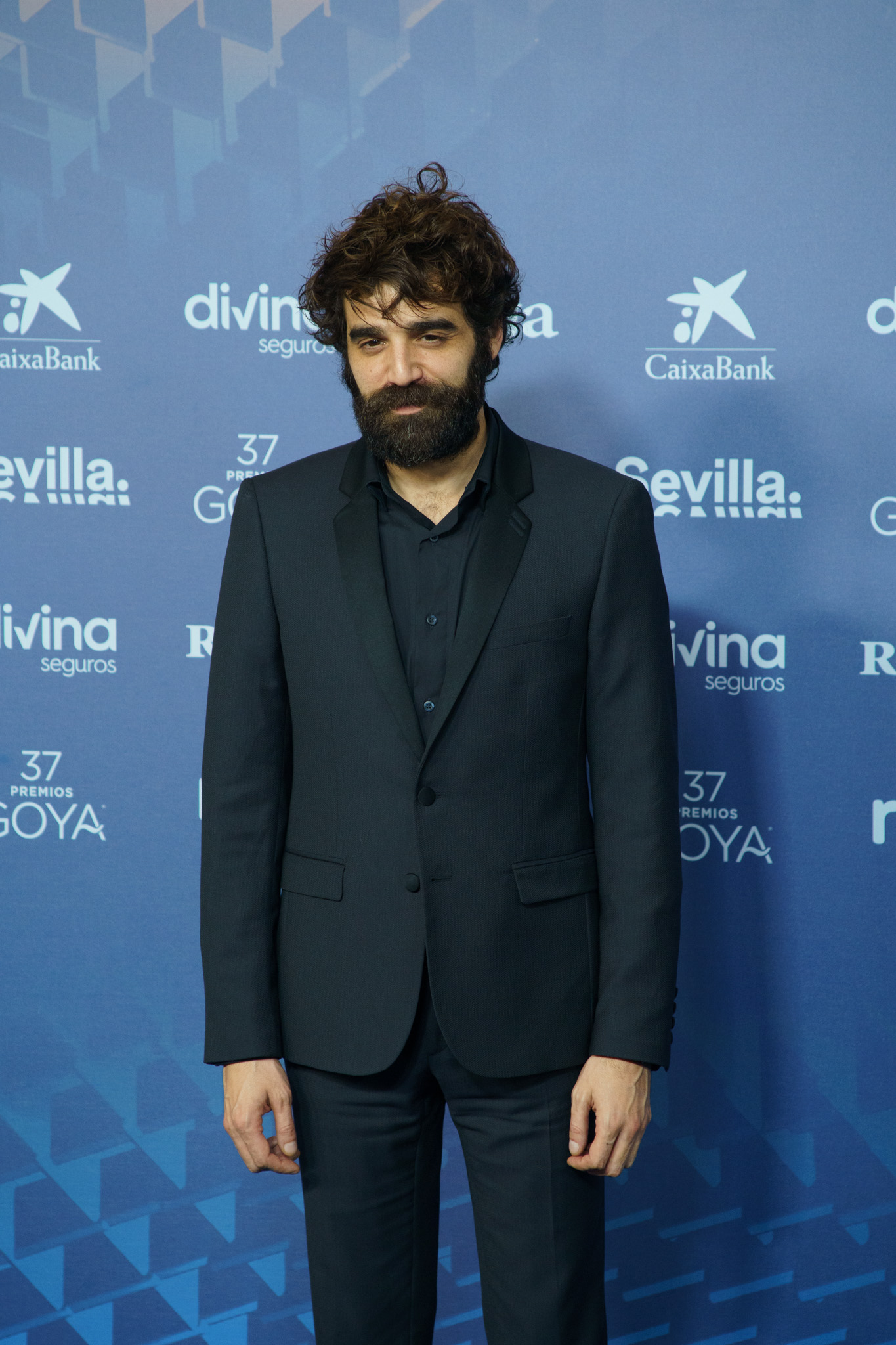
David Verdaguer nel 2023

- Plats bruts - serie TV, 1 episodio (2001)
- El cor de la ciutat - serie TV, 2 episodi (2002-2003)
- Ventdelplà - serie TV, 3 episodi (2005)
- Alguna pregunta més? - programma televisivo, 16 episodi (2006)
- Zoo - serie TV, 23 episodi (2008)
- Prepara't per a la TDT - serie TV, 15 episodi (2009)
- Cuatro estaciones - film TV (2010)
- Barcelona, ciutat neutral - miniserie TV, 2 episodi (2011)
- La sagrada família - serie TV, 13 episodi (2011)
- Pop ràpid - serie TV, 25 episodi (2011-2013)
- Hotel 13 estrellas 12 uvas - film TV (2012)
- Crackòvia - serie TV, 44 episodi (2012-2014)
- Polònia - serie TV, 20 episodi (2013-2021)
- Les coses grans - (2013-2016)
- 13 dies d'octubre - film TV (2015)
- Em dic Manel! - serie TV, 1 episodio (2016)
- L'ambasciata (La embajada) - serie TV, 11 episodi (2016)
- Nit i dia - serie TV, 26 episodi (2016-2017)
- Les molèsties - serie TV, 5 episodi (2017-2018)
- Vida perfecta - serie TV, 5 episodi (2019)
- Tabús - programma televisivo, 18 episodi (2020-2021) - Conduttore
- Storie per non dormire (Historias para no dormir) - serie TV, 1 episodio (2021)
- Cites - serie TV, 1 episodio (2023)

## Riconoscimenti
- Premio Goya
  - 2016 – Candidatura come miglior attore rivelazione per 10.000 Km
  - 2018 – Vincitore come miglior attore non protagonista per Estate 1993
  - 2021 – Candidatura come miglior attore protagonista per Uno para todos
  - 2024 – Vincitore come miglior attore protagonista per Saben aquell

- Fotogrammi d'argento
  - 2018 – Candidatura come miglior attore cinematografico per Estate 1993
  - 2021 – Candidatura come miglior attore cinematografico per Uno para todos
  - 2024 – Candidatura come miglior attore cinematografico per Saben aquell

- Medallas del Círculo de Escritores Cinematográficos
  - 2015 – Candidatura come miglior attore rivelazione per 10.000 Km
  - 2018 – Candidatura come miglior attore secondario per Estate 1993
  - 2021 – Vincitore come miglior attore per Uno para todos
  - 2024 – Vincitore come miglior attore per Saben aquell

- Premio Gaudí
  - 2015 – Vincitore come miglior attore per 10.000 Km
  - 2017 – Candidatura come miglior attore secondario per 100 metros
  - 2018 – Candidatura come miglior attore secondario per Estate 1993
  - 2018 – Vincitore come miglior attore per Anchor and Hope
  - 2020 – Candidatura come miglior attore per Els dies que vindran
  - 2021 – Candidatura come miglior attore per Uno para todos
  - 2024 – Vincitore come miglior attore per Saben aquell

- Premi Sant Jordi
  - 2018 – Vincitore come miglior attore in un film spagnolo per Anchor and Hope e Estate 1993